# Coupe Spengler 2001
Navigation
Édition précédente Édition suivante
La Coupe Spengler 2001 est la 75e édition de la Coupe Spengler. Elle se déroule en décembre 2001 à Davos, en Suisse.

## Règlement du tournoi
Les équipes sont regroupés au sein d'un seul groupe. Les équipes jouent un match contre chacune des autres équipes. Les deux premiers de la poule jouent une finale pour le titre de vainqueur de la Coupe Spengler.
Lors de la phase de poule une victoire rapporte 2 points, une défaite après prolongation 1 point et une défaite dans le temps réglementaire 0 point.

## Résultats des matchs et classement
| Clt   | Équipe                 | PJ | V | VP | D | DP | BP | BC | Pts |
| ----- | ---------------------- | -- | - | -- | - | -- | -- | -- | --- |
| +001, | Canada                 | 4  | 3 | 1  | 0 | 0  | 19 | 8  | 8   |
| +002, | HC Davos               | 4  | 2 | 0  | 1 | 1  | 14 | 12 | 5   |
| +003, | Turun Palloseura Turku | 4  | 2 | 0  | 2 | 0  | 14 | 13 | 4   |
| +004, | Adler Mannheim         | 4  | 1 | 0  | 3 | 0  | 9  | 20 | 2   |
| +005, | Sparta Prague          | 4  | 1 | 0  | 3 | 0  | 11 | 14 | 2   |

- Qualifié directement pour la finale

## Finale
| 31 décembre | Canada | 3-4 (pr) (0–0, 2–3, 1–0, 0-1) | Davos | Eisstadion Davos |